# Rolf Högelin
Rolf Gösta Otto Högelin, född 21 november 1926 i Valbo församling, Gävleborgs län, död 22 juni 2011 i Nacka församling, Stockholms län, var en svensk militär.

## Biografi
Efter studentexamen i Saltsjöbaden 1947 avlade Högelin marinofficersexamen vid Kungliga Sjökrigsskolan 1951 och utnämndes samma år till fänrik vid Vaxholms kustartilleriregemente, där han befordrades till löjtnant 1953. Vid regementet tjänstgjorde han vid Minbataljonen, som utbildade personal för utläggning och betjäning av fasta mineringar samt besättningar till fartyg och båtar. När Kustjägarskolan inrättades vid regementet 1956 blev han en av de första plutoncheferna vid skolan. Han gick Allmänna kursen och Högre mintekniska kursen vid Kungliga Sjökrigshögskolan, befordrades till kapten 1962 och tjänstgjorde från 1963 vid Planeringsavdelningen i Försvarsstaben. Därefter arbetade han med materielfrågor vid Marinstaben. Han befordrades till major 1967 och utbildade sig vid Försvarshögskolan. År 1970 blev han chef för Minbataljonen vid Vaxholms kustartilleriregemente och 1971 befordrades han till överstelöjtnant. Högelin tjänstgjorde i Huvudavdelningen för marinmateriel vid Försvarets materielverk 1973–1986: som chef för Minsektionen i Minbyrån i Vapenavdelningen 1973–1978, som chef för Vapenplaneringen i Vapenavdelningen 1978–1982 och som överingenjör och chef för Minbyrån i Undervattensvapenavdelningen 1982–1986, befordrad till överste 1982.
Rolf Högelin var son till författarna Gösta och Lisa Högelin (född Norell). Han var gift med Inga-Lill Olsson (1926–2006) och de skilde sig 1972. Rolf Högelin är begravd på Skogsö kyrkogård, tillsammans med föräldrarna och brodern kommendörkapten Tord Högelin.

### Utmärkelser
- Förbundet Kustjägarnas förtjänstmedalj i guld (2003).[10]